# Jessica Warner-Judd
Jessica Warner-Judd, född 7 januari 1995, är en brittisk friidrottare som tävlar i långdistans- och terränglöpning.

## Karriär
Warner-Judd har totalt vunnit fyra nationella mästerskap på 5 000 och 10 000 meter.